# Silvertone

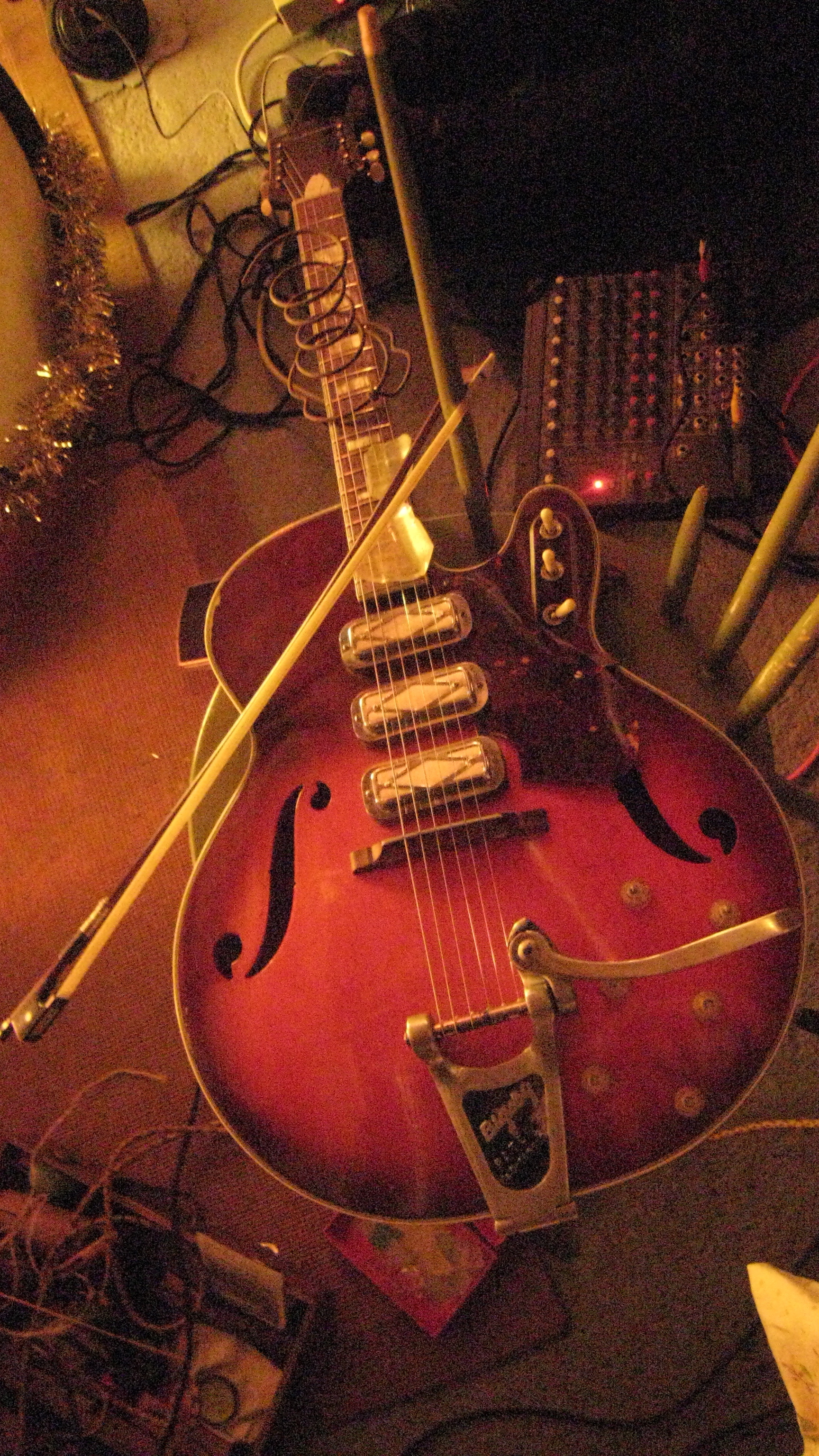
Guitare Silvertone 1454.

Silvertone est une marque d'instruments de musique de la firme américaine Sears, Roebuck and Company produit entre 1915 et 1972.  Le premier produit de la marque Silvertone à être commercialisé est un phonographe à manivelle introduit en 1915.
Connue pour sa gamme de guitares électriques bien réalisées et économiques, la marque Silvertone apparaît sur scènes avec des musiciens comme Jerry Garcia, Rudy Sarzo, Chet Atkins, Bob Dylan,jon spencer  David Lindley, Garry Nutt, John Fogerty, Tom Fogerty, Joan Jett, Jack White, Mikee Plastik, James Hetfield, Dave Grohl, Phil Keaggy, Matt Alexander, Mark Knopfler, Brad Paisley, Dr. SETI ou Joe Walsh. 
La marque a aussi été apposée sur des amplificateurs et guitares basses de différents fabricants, dont Danelectro, Valco, National, Harmony, Thomas, Kay et Teisco (en).
Les guitares, et surtout les modèles des années 1960, sont recherchées par les collectionneurs. Parmi les modèles produits à cette époque figure la gamme 1448/1449/1451/1452/1457. Des guitaristes comme Jimmy Page, Jimi Hendrix, Eric Clapton, George Harrison, Melissa Etheridge et bien d'autres ont utilisé des Silvertone 1448. 